# Basta !
Pour les articles homonymes, voir Basta.
Basta !, anciennement Bastamag, est un média pure player indépendant, lancé en France en 2008, traitant de l’actualité économique, sociale et environnementale.

## Histoire
Le site Basta ! est édité en décembre 2008 par l’association Alter-médias, également éditrice du Portail des médias libres et est cofondé par Eros Sana, ancien porte-parole de José Bové.

## Ligne éditoriale
Le site se classe politiquement à gauche. France Info le qualifie de « média d'extrême gauche », tandis que Libération se questionne sur cette appellation après l'avoir utilisée,. Le fondateur et rédacteur en chef du média, Ivan du Roy, précise que les enquêtes de lectorat le situent entre la gauche radicale et des positions plus centristes. Basta ! publie notamment des articles en rapport avec l'altermondialisme, l'anticapitalisme, l'écologie et le féminisme.

## Audience
En avril 2017, le site Alexa Internet référence 1 012 sites web pointant vers le site web Bastamag.net, et le classe 2 850e parmi les sites français. Toujours selon Alexa Internet, 89 % de la part d'audience se fait en France et 3,2 % en Belgique.

## Procédure bâillon du groupe Bolloré
(mai 2023).
En 2013, le directeur de publication et trois journalistes, sont mis en examen à la suite de la plainte pour diffamation du groupe Bolloré concernant la publication d'un article de synthèse sur l'accaparement des terres par le groupe. L'article se fonde sur les enquêtes de plusieurs organisations non gouvernementales et think tanks, comme l'Oakland Institute, l'association Survie, ou encore l'Organisation des Nations unies. « Plusieurs passages, dont ceux où le groupe Bolloré est cité, sont incriminés. Il est le seul des grands groupes français mentionnés dans l’article à avoir engagé des poursuites », précise Basta !. Pierre Haski, directeur de publication du site Rue89, est également mis en examen, pour avoir signalé l’article dans la « vigie » de Rue89, la revue de presse signalant « le meilleur du Web ».
En avril 2016, les journalistes sont relaxés par le tribunal de première instance⁣⁣, au motif du « caractère d'intérêt général » de l'enquête. Le jugement est confirmé par la cour d'appel de Paris en février 2017 pour « le sérieux de l'enquête, et sur la nécessité de considérer qu'ils [les journalistes] étaient de bonne foi [dans leur travail] », puis par la cour de cassation le 9 mai 2018. Cette procédure bâillon coûte au site 13 000 €, pour un dédommagement de 2 000 €.

## Identités visuelles

Premier logo de Basta !
Logo du site pour ses 10 ans.
Logo Basta ! depuis 2021